# Jeremy Brock
Jeremy Brock (Malvern, 1959) è un regista, attore, sceneggiatore, scrittore e produttore cinematografico britannico, i cui lavori più importanti sono stati La mia regina, In viaggio con Evie, L'ultimo re di Scozia e Charlotte Gray.
Per La mia regina, egli ha vinto il premio Evening Standard, mentre nel 2007 ha vinto il premio BAFTA per "Miglior Sceneggiatura Non Originale", per il film L'ultimo re di Scozia, scritto insieme a Peter Morgan.
Brock ha lavorato anche alle serie televisive Holby City e Casualty, e di quest'ultima è anche stato co-ideatore insieme a Paul Unwin.

## Filmografia parziale

### Regista
- In viaggio con Evie (Driving Lessons) (2006)
- Storie In Scena (Playhouse Presents) - Walking the Dogs, Stagione 1, Episodio 8 - film TV (2012)

### Soggetto
- La mia regina (Mrs. Brown), regia di John Madden (1997)

### Sceneggiatore
- La mia regina (Mrs. Brown), regia di John Madden (1997)
- L'ultimo re di Scozia (The Last King of Scotland), regia di Kevin Macdonald (2006)
- In viaggio con Evie (Driving Lessons), regia di Jeremy Brock (2006)
- Ritorno a Brideshead (Brideshead Revisited), regia di Julian Jarrold (2008)
- The Eagle, regia di Kevin Macdonald (2011)
- Come vivo ora (How I Live Now), regia di Kevin Macdonald (2013)